# Ушосдорлаг
ВТТ Управління шосейних доріг Дальбуду (рос. ИТЛ УПР. ШОССЕЙНЫХ ДОРОГ ДАЛЬСТРОЯ, Шосдорлаг, ЛО Упр. шоссейных дорог, ЛО Ушосдора, Ушосдорлаг, ОЛП Ушосдора) — виправно-трудовий табір, який існував в структурі Дальбуду у Магаданській області. Управління Ушосдорлага розміщувалося в селищі Карамкен.
Організований раніше 01.02.51;

закритий між 01.08.53 і 03.09.53 .

Реорганізований: між 20.05.51 і 22.05.52 — з окремого табірного пункту (ОЛП) в табірне відділення (ЛО);

на 01.08.53 мало статус ЛО, але до цього (протягом невизначеного часу) — ВТТ.

## Виконувані роботи
- експлуатація шосейних доріг,
- робота на з-ді «ВВ» № 5 Дальбуду

## Чисельність з/к
- 22.05.51 — 1741;
- 01.09.51 — 1654;
- 25.05.52 — 2373,
- 01.08.53 — 671